# Sunbeam-Talbot 2 Litres
La Sunbeam-Talbot 2 Litres est une automobile fabriquée par le constructeur anglais Sunbeam, de 1939 à 1948. Elle était disponible en berline de sport quatre fenêtres latérales, drophead coupé (décapotable) 4 places et tourer (randonneuse) de sport quatre places, ainsi qu'en sportive 2 places. La production fut suspendue en raison de la Seconde Guerre mondiale en 1940 pour reprendre en 1945.
La 2 Litres utilisa le style  et le châssis  de la Sunbeam-Talbot 10 avec un empattement rallongé de 3½ pouces. Elle est équipée du moteur quatre cylindres à soupapes latérales de la Hillman 14, produisant 52 ch dans sa forme originale. Amélioré après la guerre, la puissance de sortie passa à 56 ch. La 2 Litres était équipée de freins hydrauliques Lockheed.
1.306 exemples de la 2 Litres ont été produits en 1948, année où elle fut remplacée par la Sunbeam-Talbot 90.

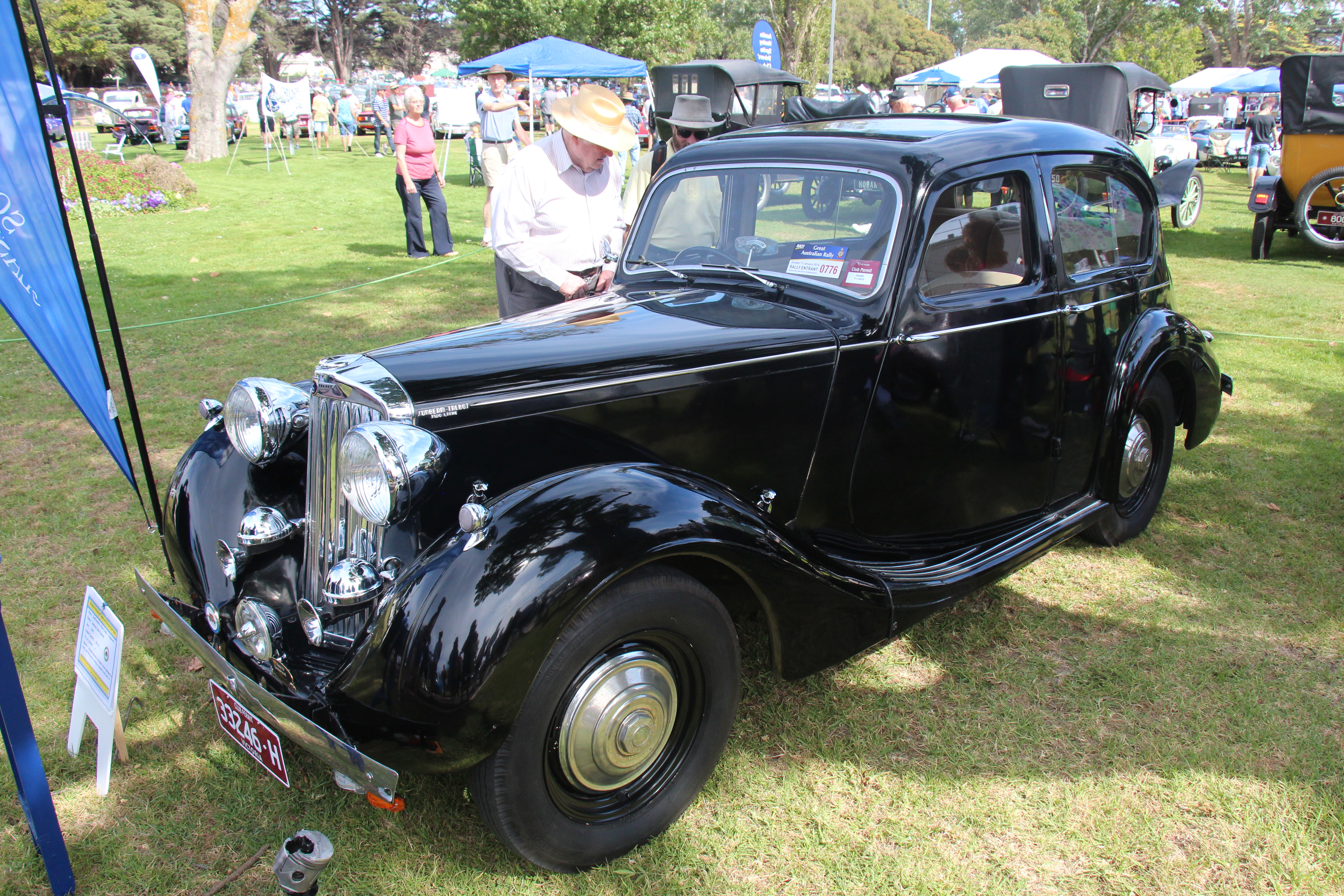
La Berline Sportive Sunbeam-Talbot 2 Litres